# Aluminur

Estructura cristal·lina de l'aluminur de ferro FeAl

Un aluminur és un compost químic que resulta de la combinació de l'alumini, {\textstyle Al}, amb un altre metall menys electronegatiu, o amb diversos. Els aluminurs són composts intermetàl·lics.

## Nomenclatura
Els aluminurs són combinacions de l'alumini amb elements més electropositius o, cosa que és el mateix, menys electronegatius. La IUPAC ha establert que, a efectes d'anomenar els aluminurs, els elements més electropositius són el gal·li, l'indi, el tal·li, tots els dels grups 1 a 12 de la taula periòdica o metalls de transició, els lantànids i els actínids. És a dir, el gal·li, l'indi, el tal·li i els que estan a grups més a l'esquerra del grup 13 de l'alumini.
Per anomenar aquests composts s'empra la nomenclatura de composició estequiomètrica, preferint-se la que indica la proporció de cada element mitjançant prefixos de quantitat. Els noms es formen començant per aluminur precedit per un prefix, si cal, que indica la proporció de l'alumini al compost; després la preposició de, i s'acaba amb el nom de l'altre element, també precedit del prefix que indiqui la proporció, si cal. Exemples:
- {\textstyle TiAl}: aluminur de titani
- {\textstyle Ti_{3}Al}: aluminur de trititani
- {\textstyle TiAl_{3}}: trialuminur de titani

## Aplicacions
Alguns aluminurs són uns materials que presenten unes característiques que els fan molt atractius com a materials per a la fabricació d'estructures en la indústria aeroespacial, per la seva baixa densitat i alta resistència a altes temperatures. Els més importants són els aluminurs de titani ({\textstyle Ti_{3}Al,TiAl,TiAl_{3}}), de níquel ({\textstyle NiAl,Ni_{2}Al_{3},Ni_{3}Al}) i de ferro ({\textstyle FeAl,Fe_{3}Al}), tots ells composts intermetàl·lics.